# أنجيلا ميلر
أنجيلا ميلر (بالإنجليزية: Angela Miller) (8 ديسمبر 1970 - ) هي لاعبة كرة طائرة الولايات المتحدة.